# Panurginus beardsleyi
Panurginus beardsleyi är en biart som först beskrevs av Cockerell 1904. Den ingår i släktet bergsbin och familjen grävbin. Inga underarter finns listade i Catalogue of Life. Arten förekommer i nordvästra Nordamerika.

## Beskrivning
Som alla bergsbin är arten övervägande svart med gles, ljus hårväxt. Hos släktets hanar är clypeus och benen gula, medan honorna har hårfransar längs bakkanterna på tergit 5 och 6.

## Utbredning
Panurginus beardsleyi lever i nordvästra Nordamerika från Alberta i sydvästra Kanada och vidare söderut till västra USA där den förekommer från Washington till North Dakota i norr, söderöver till Utah, New Mexico och Kansas.

## Ekologi
Habitetet är prärier, där arten flyger till korgblommiga växter som maskrosor samt malvaväxter som Malvastrum och klotmalvor.
Arten är solitär, det vill säga honan tar själv hand om bobyggnad och avkomma. Boet grävs ut i jorden.